# Transport Allianz

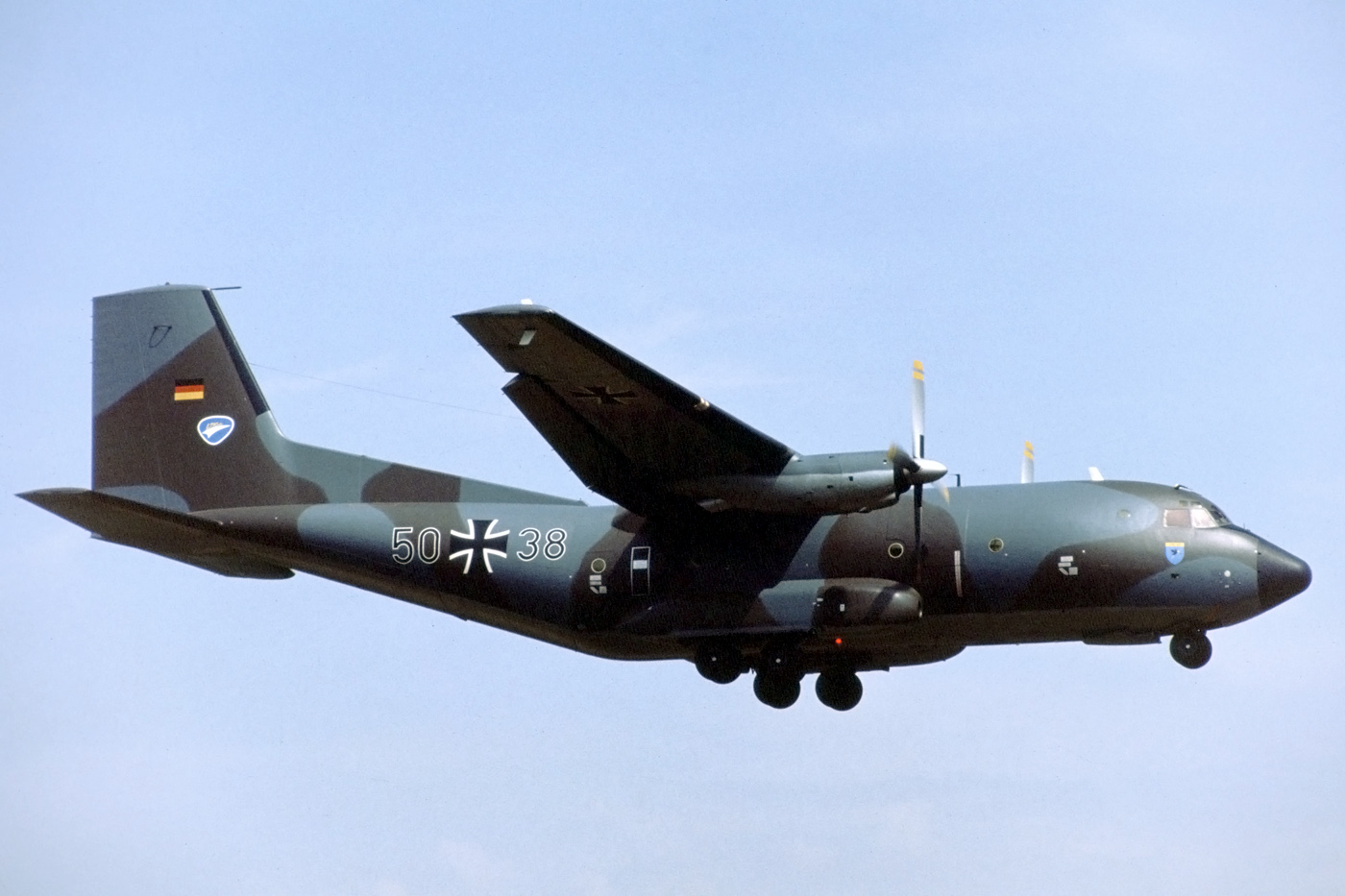
Transport Allianz C-160D.

Transport Allianz est un consortium bipartite (Allemagne et France) associant, pour la première série construite, Nord-Aviation, Weser Flugzeugbau (WFB) et Hamburger Flugzeugbau (HFB) et, à partir de la deuxième série, Aérospatiale, Messerschmitt-Bölkow-Blohm (MBB) et Vereinigte Flugtechnische Werke (VFW) pour construire l'avion de transport C-160 Transall.